# Maria-Elena Laas
Maria-Elena Laas – amerykańska aktorka. 

## Życiorys
Maria urodziła się w Ponce w Portoryko. Karierę filmową rozpoczęła w roku 1999 od epizodu w serialu "Niebieski Pacyfik" (wystąpiła wtedy w odcinku "Silicon Valley of the Dolls"). Potem, w 2002 roku zasłynęła rolą chirliderki w filmie "Gorąca laska", a następnie w 2003 zagrała samą siebie w "Leestemaker: Portrait of an Artist". Rok 2007 przyniósł jej rolę Liliany w filmie "Suffering Men's Charity". 

## Filmografia
Filmy
- "This Guy Is Falling" (2000) jako Laura
- "Gorąca laska" (2002) jako Bianca
- "Leestemaker: Portrait of an Artist" (2003) jako Maria-Elena Laas
- "Suffering Men's Charity" (2007) jako Liliana

Seriale
- "Niebieski Pacyfik" jako Marisa
- "Arrest & Trial" jako Leisurely Leasure
- "Uziemieni" jako Svetlana